# Ниришваравада
Ниришваравада (санскр. निरिश्वरवाद, «учение об отсутствии Бога», «доктрина безбожия») — общее обозначение индийских философских и религиозных течений, отрицающих существование Ишвары (Создателя мира).
К ниришвараваде относятся как ортодоксальные (астика), так и неортодоксальные (настика) доктрины. Среди ортодоксальных систем древнеиндийской философии (астика) в той или иной форме отрицают существование Бога санкхья, миманса, адвайта-веданта. Из неортодоксальных учений (настика) к ниришвараваде относятся буддизм, джайнизм, локаята. Кроме того, безбожным было исчезнувшее в древности течение адживика, о содержании которого остались скудные сведения. В отличие от Запада, атеизм в Индии обычно не связывается с материализмом (за исключением школы локаята-чарвака). Индийский атеизм по преимуществу антиматериалистичен.
Индуизм представляет собой огромное разнообразие верований и практик. По словам британского востоковеда Роберта Чарльза Зенера, «вполне возможно быть достойным индусом вне зависимости от личного мировоззрения, которое может тяготеть к монизму, монотеизму, политеизму или даже атеизму». Он даже доходит до утверждения, что индуизм не нуждается в существовании или несуществовании Бога или богов. Более определённо, индуизм может рассматриваться как совокупность трёх главных течений: одно придаёт особое значение личному Творцу или Богу, второе акцентирует внимание на имперсональном Абсолюте, третье основывается на плюралистичности и неабсолютности.